# Vieux-francique
Pour les articles homonymes, voir Francique.
Ne doit pas être confondu avec Langues franciques.

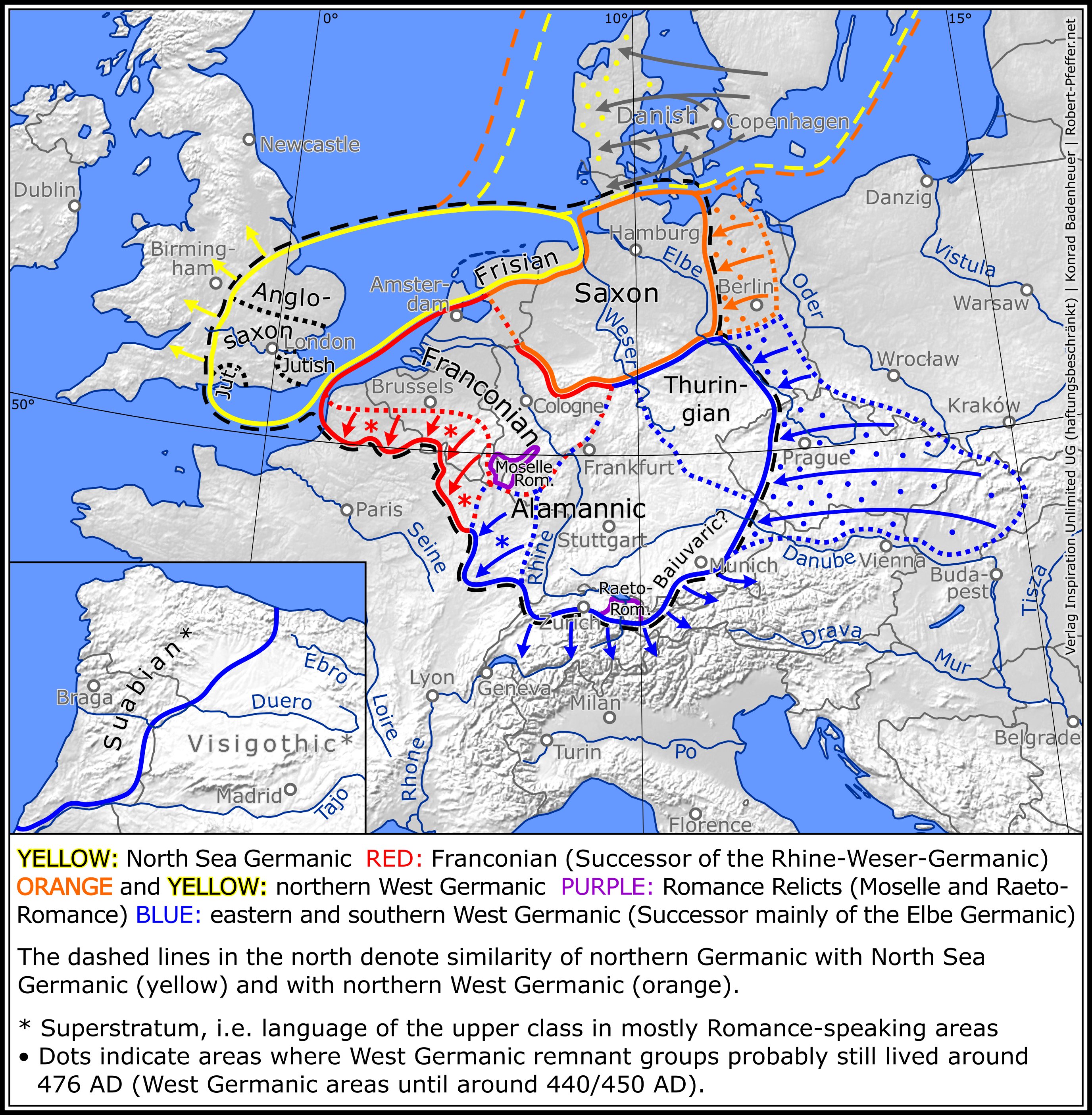
Variétés germaniques occidentales dans l'Antiquité.

Le francique ou vieux-francique est historiquement la langue originelle des Francs saliens, une langue non attestée, si ce n'est par l'inscription runique de Bergakker (une courte phrase) et par quelques gloses dans le texte latin de la loi salique. Elle est classée dans le groupe bas-allemand, d'où son autre nom de vieux bas francique ou ancien bas francique. 
Dans la nomenclature linguistique, le mot « vieux » ou « ancien » fait référence à l'ancienneté et le mot « bas » à des critères géo-linguistiques : des mutations consonantiques (ou absences de telles mutations) propres aux régions germaniques basses (peu montagneuses, proches de la mer du Nord). 
Cette langue est considérée comme l'ancêtre ou proche de l'ancêtre des différents dialectes du bas francique moderne, dont font partie le néerlandais et les dialectes flamands.
Le (vieux-)francique, langue des Francs, ne doit pas être confondu avec les « langues franciques » dans leur ensemble : ce dernier terme désigne en effet de manière plus large divers dialectes ou langues actuelles considérées comme des langues germaniques occidentales et dont l'aire de diffusion va de l'Allemagne à la France, au Luxembourg et à la Belgique. Une partie de ces dialectes est aussi classée par les linguistes dans les groupes du moyen allemand et du haut allemand, et font référence à des territoires où se sont installés ultérieurement les Francs plutôt qu'à une ascendance linguistique.
Le vieux francique, encore appelé vieux bas francique (la langue des Francs saliens), est une proto-langue, une langue reconstituée, puisqu'il n'en existe plus de traces écrites alors que le vieux haut allemand (la langue des Francs rhénans puis de Charlemagne) est une langue attestée par de nombreuses traces écrites datant de 750 à 1050.

## Historique
Le concept de « langue francique » (peut-être déjà scindée en dialectes) est généralement associé à celui du peuple des Francs et fait partie en tant que tel du sous-groupe linguistique dit bas-allemand, bas signifiant « du nord, proche de la mer, des basses terres », puisque les historiens localisent les premiers Francs en ces lieux. Cependant, selon l'historien Karl Ubl (de), une partition entre Francs saliens (dialecte bas-francique) et Francs rhénans (dialecte du vieux haut allemand) avait disparu au cours du Ve siècle, l'identité salienne n'avait plus de consistance à l’époque de Clovis.
Cependant, les linguistes désignent également sous le nom de « franciques », aussi bien certains dialectes bas-allemands que moyen-allemands et allemands supérieurs. Leur point commun est d'être parlés dans des régions ayant été autrefois colonisées par les Francs. On préfèrera donc pour décrire la langue initiale et historique l'expression de vieux bas francique.
Il ne faut pas confondre le terme francique avec celui de franconien qui désigne, en français, uniquement le dialecte haut-allemand de Franconie, à savoir le francique oriental. Si la plupart des Francs du premier millénaire parlaient des dialectes bas-allemands, Charlemagne (ayant de par sa mère des origines rhénanes) et les siens parlaient des dialectes haut-allemands.
Antérieurement à Charlemagne, les Francs s'exprimaient donc dans une langue (peut-être différents dialectes) que les spécialistes rattachent au groupe linguistique dit bas-allemand, plus précisément le sous-groupe bas-francique auquel appartient le néerlandais.
On a cru longtemps que ce francique-là n'avait pas de forme écrite. Cependant, la découverte de l'inscription runique de Bergakker qui daterait des années 425-450 pourrait démentir ce postulat. Il en subsiste également quelques mots et phrases, par exemple dans la Lex Salica, la Loi salique. Grégoire de Tours lui-même n'en cite que deux termes tout au plus.
Les pays d'élection des Francs au temps de Clovis étaient le nord de la Belgique, région connue de nos jours comme la Flandre et le sud des Pays-Bas actuels. On sait par exemple que l'empereur Julien les a admis dans les régions de la Betuwe et la vallée de l'Escaut en 358.
Ces Francs ne constituaient pas un peuple clairement délimité. Aussi est-il probable que plusieurs variantes linguistiques, ou dialectes, aient cohabité. Il existait ainsi un groupe occidental, les Saliens, qui se disséminèrent en partie dans des territoires dont le parler roman est devenu par la suite la langue d'oïl ; et il existait par ailleurs un groupe oriental, les Ripuaires. La Flandre moderne connaît encore quatre dialectes bien distincts. Sous Charlemagne, les Francs de la région rhénane s'étaient davantage répandus parmi les autres peuples germaniques. Ils gardèrent une langue germanique dans des territoires où les variantes linguistiques étaient déjà du bas allemand, du moyen allemand et de l'allemand supérieur.
Dans les Serments de Strasbourg, datant de 842, peu après la mort de Charlemagne, le texte en theodisca lingua est rédigé dans un francique rhénan de l'époque, rattaché au moyen allemand (Mitteldeutsch). Ainsi le francique rhénan était la langue maternelle de Charlemagne, parce que cet empereur franc avait vécu sur les terres rhénanes, et non parce que la langue initiale des Francs aurait été le francique rhénan.
Par conséquent, déjà à l’époque carolingienne, le terme francique est une notion historique qui ne correspond pas à un groupe linguistique germanique unique, ni même à une zone géographique distincte.

### Mots français d'origine francique
Voici quelques mots d’origine francique, la langue des Francs ayant contribué à la formation de la langue française. On dénombre actuellement environ quatre cents mots d'origine francique en français. Le vieux bas francique, dont ils sont issus la plupart du temps, se perpétue pour l'essentiel dans le néerlandais.
Suivant la tradition en linguistique comparée, les étymons hypothétiques, reconstitués à partir de mots tirés de différentes langues-sœurs, sont précédés d'un astérisque (*).
- préfixe *misi- (cf. allemand miß-, anglais mis-) : mépriser, médire, mésentente, mésalliance, mésaventure, etc.
- ban « territoire soumis à une autorité, interdiction, déclaration publique » et ses dérivés (bannir, banal) < ban « proclamation »[7] ; cf. moyen néerlandais, vieux haut allemand ban « arrêt judiciaire, proclamation » ; moyen néerlandais bannen, vieux haut allemand bannan « proclamer ; convoquer des troupes »
- bande < *banda « lien » ; cf. néerlandais band « lien" » ou encore bende "bande" (péjoratif), allemand Band « bande »
- bâtir, bastille < *bastian « nouer avec des morceaux d'écorce, entrelacer des fibres libériennes », de *bast « liber ; ficelle de chanvre » ; cf. moyen néerlandais besten « rapiécer », ancien haut allemand bestan « rapiécer, rafistoler » ; néerlandais bast « liber », allemand Bast
- beffroi < *bergfrid, littéralement « qui garde la paix » ; cf. ancien haut allemand ber(g)frit « tour de siège », moyen bas allemand berchvrēde
- blanc < *blank « clair, brillant » ; cf. néerlandais blank « de couleur claire ; brillant », allemand blank « propre ; vide »
- blason < *blaso « torche » ; cf. moyen haut allemand blas « torche », anglais blaze « grand feu »
- bleu < anc. fr. blou (au fem. blève) < *blāo ; cf. néerlandais blauw, allemand blau
- bord < *bord « bord d’un vaisseau » > bordée, renforcé postérieurement par l’ancien scandinave borth ; cf. néerlandais boord, allemand (nord) Bort, dont dérivent les mots bâbord (du néerlandais bakboord) et tribord (du néerlandais: stuurboord)
- bouter < *bōtan « frapper, pousser » ; cf. néerlandais boten, allemand (sud) boßen
- brandir, brandon < *brand « tison » ; cf. néerlandais brand « feu », allemand Brand
- canif < *knif « couteau » (cf. vieux norrois knífr, anglais knife, danois, suédois kniv)
- crampon < *krampo « crochet, fermoir » ; cf. néerlandais flamand kramp « crochet de fermeture à glissière », allemand Krampf « crampe »
- crèche < *kribbia « mangeoire » ; cf. néerlandais krib(be), allemand Krippe
- cresson < *kresso « cresson » ; cf. néerlandais kers, allemand Kresse
- croc < *krok « crochet » ; cf. vieux norrois krókr (d’où le suédois krok, danois krog)
- cruche < *krūkka (de même sens)
- danser < *dansōn « tirer ; traîner » ; cf. ancien haut allemand dansōn « tirer, étirer », allemand gedunsen « bouffi, boursouflé »
- dard < *daroþ « arme de jet » ; cf. vieil anglais daroþ, ancien haut allemand tart, vieux norrois darraðr. L'anglais dart vient du français[8].
- détacher, attacher < *stakka « pieu » ; cf. néerlandais staak « perche », allemand Stake(n)
- échanson < *skankio ; cf. loi salique scancio, ancien haut allemand scancio, allemand Schenke ; néerlandais schenken « verser ; faire don », allemand schenken « faire don »
- écran < *skrank ; cf. néerlandais schrank, allemand Schrank « placard », Schranke « barrière ». L’anglais screen procède de l’ancien français.
- écume < *skūm « mousse » ; cf. néerlandais schuim « mousse », allemand Schaum « écume ».
- épieu < *spiot « rôtissoire, crampon » ; cf. moyen néerlandais spiet, allemand Spieß
- éperon < *sporo ; cf. néerlandais spoor, wallon sporon, allemand Sporn « éperon »
- épier < *spehōn « observer avec attention » ; cf. moyen néerlandais spien, néerlandais spieden, allemand spähen (l'anglais spy vient du français)
- escrime < italien scrima « art de manier l'épée » < anc. fr. escremie « combat », de escremir « combattre » < *skirmian « défendre, protéger en combattant » ; cf. néerlandais schermen (« protéger »), allemand schirmen
- étal(age) < *stal « position » ; cf. néerlandais stal, allemand Stall
- étron < *strunt (de même sens) ; cf. néerlandais stront, wallon strî
- étendard < *standhard « stable, fixe »; voir le néerlandais stand hard qui signifie « tient ferme »
- fanion < *fano « étoffe » ; cf. néerlandais vaan « drap », allemand Fahne « drapeau »
- farder < *farwian « colorer, teindre » ; cf. néerlandais verven « teindre », allemand färben « colorer »
- fauteuil < *faldistōl « chaise pliante » ; cf. néerlandais vouwstoel, allemand Faltstuhl, anglais faldstool
- fief < *fehu « bétail » ; cf. néerlandais vee, allemand Vieh « cheptel (vif ou mort) ; biens meubles »
- flèche < *fliekka « arme de trait » ; cf. moyen néerlandais vlie(c)ke « penne, rémige ; arme de trait », néerlandais brabançon vleek « pièce latérale d’une serrure »
- frais < *frisk ; cf. néerlandais vers, allemand frisch
- framboise < *brambasi « mûre de ronce » ; cf. néerlandais flamand braambes, allemand Brombeere « mûre », avec influence du f- de fraise sur l’initiale (le néerlandais contemporain framboos provient à son tour du français).
- frapper < *hrap(p)an « arracher » ; cf. néerlandais rapen « ramasser », luxembourgeois rappen, allemand raffen « saisir, attraper »
- frette < anc. fr. fraite  « lanière ou corde entrelacée autour des jambes pour maintenir les souliers ou les houseaux » < frq. *fetur ; cf. néerlandais veter « lacet, ficelle », allemand (vieux) Fesser (mod. Fessel) « fers, entrave »
- gâcher < *waskan « mouiller, laver », sens conservé dans l’expression gâcher le mortier. Même origine que l’allemand waschen et l’anglais wash
- galop(er) < *walalaupan, composé de wala « bien » et laupan « courir » ; cf. néerlandais wel lopen « bien courir », allemand wohl et laufen, même chose.
- gant < *want « moufle, mitaine » ; cf. néerlandais want « mitaine », wallon want [wɒ̃], allemand Wanten « linceul ». Les Francs avaient l'habitude de remettre une paire de gants en symbole de la remise d'un bien-fonds. Gant était dès le début un terme juridique de la saisine (investiture)[9].
- garant < *garir < *warian « se porter garant », cf. moyen néerlandais wārent, -ant « garant », ancien haut allemand werēnto, de même sens ; cf. ancien normand warant
- garder < *wardōn ; cf. moyen néerlandais waerden « défendre », allemand warten, wallon wårder
- garnir, garnison < *warnian « mettre en garde quelqu'un, prévenir » ; cf. moyen néerlandais wa(e)rnen « équiper (une place forte pour la défendre), approvisionner, pourvoir », allemand warnen « prendre garde ».
- gars / garçon < *wrakkio ; cf. moyen néerlandais recke « banni, vagabond », allemand Recke « héros, valeureux guerrier »
- gâter < *wōsti « désert » (allemand Wüste) + latin vastare « dévaster » L’anglais waste est issu de l’ancien normand septentrional. Cf. suivant
- gâtine < *wōstinna, corroboré par le vieux haut allemand wōstinna, wuostinna, substantif signifiant « désert »[9], cf. ancien picard wa(s)tine, normand va(s)tine, wallon wastene néerl. woestijn « désert ».
- gonfanon < *gundfano, de < *gund « bataille » et de < *fano « pièce d'étoffe » (voir à fanion)
- grappe, grappin < anc. fr. grape, var. de crape « agrafe » < *krappa « crochet » ; cf. néerlandais rég. krap « fermoir de livre, manivelle », luxembourgeois Krop « crochet », allemand Krapfen « fritot, beignet (de forme crochu) »
- grimace de < *grima « masque »
- gris < *grīsi ; cf. néerlandais grijs « gris », allemand greis « chenu, blanchi »
- guerre < *werra « ennuis ; querelle » ; cf. moyen néerlandais werre « confusion, troubles », néerlandais war (dans in de war ou verward « être confus »), vieux haut allemand werra « confusion, querelle, lutte » (l'anglais war vient du vieux normand werre, variante de « guerre »)
- guetter (anc. guaiter) < *wahtōn « surveiller » ; cf. néerlandais wachten « attendre » ou le wallon waitî « regarder ». L’anglais wait est issu de l’ancien normand.
- héberger < *heribergôn « donner un gîte » ; cf. allemand beherbergen « abriter »
- hache < *hāpia « instrument tranchant » ; cf. néerlandais heep « serpette, faucillon », flamand happe, wallon hepe, allemand Hippe, régional Häpe, Heppe « serpe »
- hardi(r) < *hardian « rendre dur »  ; cf. néerlandais, anglais hard, allemand hart
- haubert < *halsberg, littéralement « cou (hals) & protection (berg) » ; cf. allemand et néerlandais Hals « cou » et bergen « protéger, porter secours »
- haïr / haine < *hatian ; cf. néerlandais haten, allemand hassen
- hameau, via l'ancien normand, ancien picard hamel, diminutif de l'ancien français ham < *haim « maison, foyer, petit village » ; cf. néerlandais heem, allemand Heim
- heaume < *helm « casque » ; cf. néerlandais helm, allemand Helm, wallon haime
- hêtre < *haistr ; cf. néerlandais heester « arbrisseau », allemand Heister
- honnir / honte < *hōnian / *hōniþa ; cf. néerlandais honen « déshonorer », allemand höhnen « railler » ; moyen néerlandais hoonde « déshonneur », ancien haut allemand hōnida « humiliation »
- houx < *hulis ; cf. néerlandais hulst « houx », allemand rhénan Hülse
- jardin < diminutif de l'anc. fr. jart < *gardo « clôture » ; cf. néerlandais gaard, allemand Garten (L'anglais garden est issu du normand gardin[10]).
- laid < *laiþ « désagréable, contrariant, rebutant » ; cf. néerlandais leed, allemand leid
- larris moyen français, « terrain en friche, pâture », picard larris « pâture » < *hlar, ancien néerlandais laar
- lécher < *lekkōn ; cf. moyen néerlandais lecken, néerlandais brabançon, flamand lekken, allemand lecken
- loge < *laubia « abri de feuillages » ; cf. néerlandais luif(el) « avancée (de toit), auvent », flamand loove, loofe, allemand Laube « avant-corps ; vestibule, galerie à l’étage supérieur d’un édifice »
- maçon < *makio, dérivé de makian « faire, fabriquer » ; cf. néerlandais maken, allemand machen
- malle < *malha « sacoche, besace » ; cf. vieux haut allemand mal(a)ha
- marais < *marisk ; cf. moyen néerlandais maersc, néerlandais meers, allemand Marsch « marais »
- maréchal < *marhskalk « gardien (skalk) des juments (maren) » ; cf. néerlandais maarschalk (rang militaire), merrie (jument)
- marque (de marquer) & marche (frontière)< *marka cf. l'anglais mark, l'allemand  Mark et néerlandais merk
- meurtre < *murþar ; cf. vieil anglais morþor, anglais murder
- moue, issu de l’ancien français moe (« grimace »), emprunt au vieux-francique *mauwa, d’où le moyen néerlandais mouwe « grosse lèvre »
- patte < *patta ; cf. néerlandais vieilli régional (flamand) pad, patte « semelle »
- randonner, -ée < dérivé de l’ancien français randon (cf. anglais at random « au hasard », d'origine française), de l'ancien français randir « courir avec rapidité » < *rant ; cf. allemand rennen « courir », rannte « courait », anglais ran « courait », néerlandais rennen
- rang < anc. fr. renc < *hring « anneau, cercle, assemblée militaire » ; cf. néerlandais ring, allemand Ring
- renard < Reginhart « de bon conseil » ; a remplacé « goupil » dans le vocabulaire courant à la suite du succès du Roman de Renart.
- sénéchal < *siniskalk, de < *sini- « doyen, ancien » et de < *scalc « serviteur » ; cf. ancien haut allemand senescalh
- soupe < *soppa ; cf. moyen néerlandais soppe « pain trempé », néerlandais sop « brouet, bouillon », moyen haut allemand sopfe « pain trempé »
- tamis < *tamisa ; cf. néerlandais (vieilli) teems, ancien haut allemand zamissa
- touffe < latin tardif tufa « touffe de cheveux » < *topf ; cf. néerlandais top « sommet, crête », allemand Zopf « tresse, natte ».
- trêve < *treuwa « contrat, convention » ; cf. moyen néerlandais treuwe, trouwe, néerlandais trouw, allemand Treue « fidélité ».
- trique < *strikan « frotter ».
- trompe < *trumba, *trumpa « trompette » ; cf. ancien haut allemand trumba, trumpa.
- trotter < anc. fr. troter < anc. haut allemand trotōn « presser les raisins » ; cf. allemand (vieux) trotten, rég. (sud-ouest) Trotte « pressoir à vin »[11],[9].
- troène < *trugil (cf. fr. rég. truèle, lorrain troille) ; cf. ancien haut allemand trugilboum « cornouiller ; troène », allemand Hartriegel « cornouiller », régional « troène ».
- troupeau < *þorp « troupeau, foule ; village » ; cf. néerlandais dorp « village », allemand Dorf
- tuyau < anc. fr. tu(i)el < *tūta ; cf. néerlandais tuit « bec verseur, ajutage », allemand (souabe) Zaute.

### Mots français d’origine mixte latino-francique
Les Francs vont réintroduire dans le bas latin de la Gaule du nord, deux phonèmes qui n'existaient plus dans cette langue, à savoir le /h/ et le /w/. Il s'agit d’une conséquence directe du bilinguisme germanique / latin. Ainsi, non seulement les termes empruntés directement au francique conservent le [h] initial (devenu h « aspiré » en français moderne, cf. haine, honte, etc.) ou le [w] (conservé tel quel dans les dialectes d’oïl septentrionaux et passé à g(u)- dans le reste du domaine d'oïl (voir ligne Joret), cf. guerre, guetter, etc.), mais de plus, des termes issus pour l'essentiel du latin vulgaire vont être dotés de ces nouveaux phonèmes. On trouve donc de nombreux mots qui illustrent ce cas de figure :
- haut < ancien français halt < L altus, influence du francique *hōh ; (≠ italien, espagnol alto, occitan (n)aut)
- herse < latin hirpex, hirpicis « herse (instrument aratoire) », le h aspiré initial est lié à l'influence du mot houe < francique *hauwa « houe, pioche, binette »; cf. moyen néerlandais houwe de même sens (≠ wallon îpe, occitan èrpia « herse », italien erpice, issus directement du latin)
- gâter < anc. fr. guaster « dévaster, piller » < lat. [de]vastare, influence du francique *wôstjan « dévaster, ravager, ruiner ». L'ancien normand a wast « terre dévastée » > inculte, toponymes en -vast et wastine > vatine « mauvaise terre », anc. fr. gast ~ gastine « terrain inculte, inhabité; pillage, ruine » > français gâtine ou wallon wastene. Dévaster est un emprunt savant au latin classique :
- gaine <  AF guaïne < L vagina (d'où le wallon wayime), influence du francique *wagi « vase, écuelle » (cf. emprunt savant vagin directement au latin vagina)
- gué < L vadum, influence du francique *wada (d'où le néerl. wad ) ; cf. ancien normand, picard, wallon wei, wez, normand vey ; NB. régional gade « boue » (> gadouille) serait un emprunt au francique
- guêpe < L vespa, influence du francique *waspa (cf. picard wespe, wallon wesse, ancien normand wespe > mod. vêpe; ≠ occitan vèspa; italien vespa; espagnol avispa issus directement du latin)
- guivre, (Jura, Suisse, Lorraine) vouivre < anc. fr. wivre, guivre « vipère, serpent » < L vipera, influence du francique sur l'initiale cf. vieux haut allemand wipera. Vipère est un emprunt savant.
- gui < L viscus, influence de *wihsila « griotte » à cause de l'aspect de ses fruits avant maturité (≠ occitan vesc, italien vischio, issus directement du latin).

Certains termes n’ont pour origine francique que le radical ou l'affixe, les autres éléments étant issus du latin :
- assener < ad-(latin) + *sinnu « sens » (cf. aussi « forcené », jadis forsené mot-à-mot « au-delà du (bon) sens ») ; ancien français sen distinct du mot sens (< lat. sensus), les champs sémantiques en étaient différents. cf. allemand Sinn « sens »
- effrayer < ex- (latin) + *frid « paix » + -are (latin), mot-à-mot « sortir de la paix »
- émoi (verbe anc. français émoyer) <  ex- + *mag + -are « pouvoir
- préfixe *fir- (cf. allemand ver-), confondu avec le latin fors, d'où (se) fourvoyer, forban (du vieux français forbannir), forcené (anciennement forsené), etc.

Il existe d’autres cas pour lesquels le ou les étymons originels sont plus complexes à restituer dans la mesure où l'ancien bas francique est une langue hypothétique, les mots peuvent avoir été altérés sous diverses influences et les attestations anciennes sont lacunaires
- bousculer < peut-être AF bouteculer, composé de bouter < francique *bōtan « pousser, frapper » que l'on peut déduire du moyen bas allemand bōten et du néerlandais boten, associé à culer « pousser avec le cul » < cul + -er, cul < latin culus. L'altération de bouteculer en bousculer a dû se faire par analogie avec pous- de « pousser » ou autrement.
- puits < AF puy, puis < L pŭtĕus. Régulièrement on attendrait *poiz, forme attestée uniquement dans la toponymie, d’où influence probable du francique *putti (cf. vieux saxon putti; ≠ occitan potz, italien pozzo, espagnol pozo). Cette hypothèse est renforcée par des toponymes du type Estaimpuis (Haute-Normandie, Estanpuiz 1137) et Estaimpuis (Belgique, wallonie, Hainaut, Stemput XIIe siècle) correspondants exacts du néerlandais Steenput « puits de pierre » ou « puits maçonné. » L'élément E[s]taim- s'expliquant vraisemblablement par le vieux bas francique *stein « pierre » (cf. allemand Stein, néerlandais steen, même sens)
- fraise < ancien français fraie et freise < L fraga (latin classique fragum, italien fragola), adjonction en ancien français de la syllabe finale -se [zə] de frambose, *frambaise > framboise, terme issu du francique *brambasi « mûre » (cf. vieux haut allemand brāmberi > Brombeere « mûre » ; anglais bramble berry ; *basi « baie » cf. gotique -basi, néerlandais bes « baie »). Le passage de [b] initial à [f] s'explique probablement par l'attraction du [f] de fraise (Le portugais framboesa et l'espagnol frambuesa « framboise » sont des emprunts au français[12] ; ≠ occitan fragosta).
- guerdon « récompense » < AF gueredun < francique *widarlōn, dont la finale -lōn a été remplacée par -don, du latin donum « don »
- loup-garou, de loup (< latin lupus), ajouté plus tardivement à garou (composé explicatif) < francique *werwolf « loup-garou » cf. wallon waerleu ou leu-waerou, allemand Werwolf, néerlandais weerwolf, anglais werewolf; cf. aussi normand varou « loup-garou »